# Karel Gaemers
Karel Johannes Frederik Gaemers (Den Haag, 1944) is een emeritus hoogleraar theoretische fysica.
Gaemers behaalde in 1962 zijn diploma hbs-b aan de Stevin HBS in zijn geboorteplaats. Hij studeerde vervolgens wis- en natuurkunde, met als bijvak sterrenkunde, aan de universiteit te Leiden.  Hij promoveerde aldaar in 1974 bij John Cox in de wis- en natuurkunde op het proefschrift Hard photon corrections for processes in e+e- colliding beam experiments.
Van 1976 tot 1978 werkte Gaemers bij CERN. In 1978 werd hij medewerker van het Nationaal instituut voor subatomaire fysica (Nikhef).
In 1980 werd Gaemers aan de Universiteit van Amsterdam benoemd tot gewoon hoogleraar theoretische fysica, een leeropdracht die hij behield tot zijn emeritaat in 2009. Hij hield op 1 juni 1981 zijn inaugurele rede IJktheorieën en de toekomst van de deeltjesfysica. Zijn afscheidsrede hield hij op 25 september 2009 onder de titel Jouw quarks of mijn quarks. Bij die gelegenheid ontving hij de weinig uitgereikte Grote Sta-penning, de hoogste onderscheiding van de UvA.
Gaemers was van 1989 tot 1995 directeur van de sectie Hoge-Energiefysica van het Nikhef en in 2004 interim-directeur van het gehele instituut. Hij begeleidde vier promovendi, onder wie de latere hoogleraar Klaas Landsman.